# 胡赫拉河

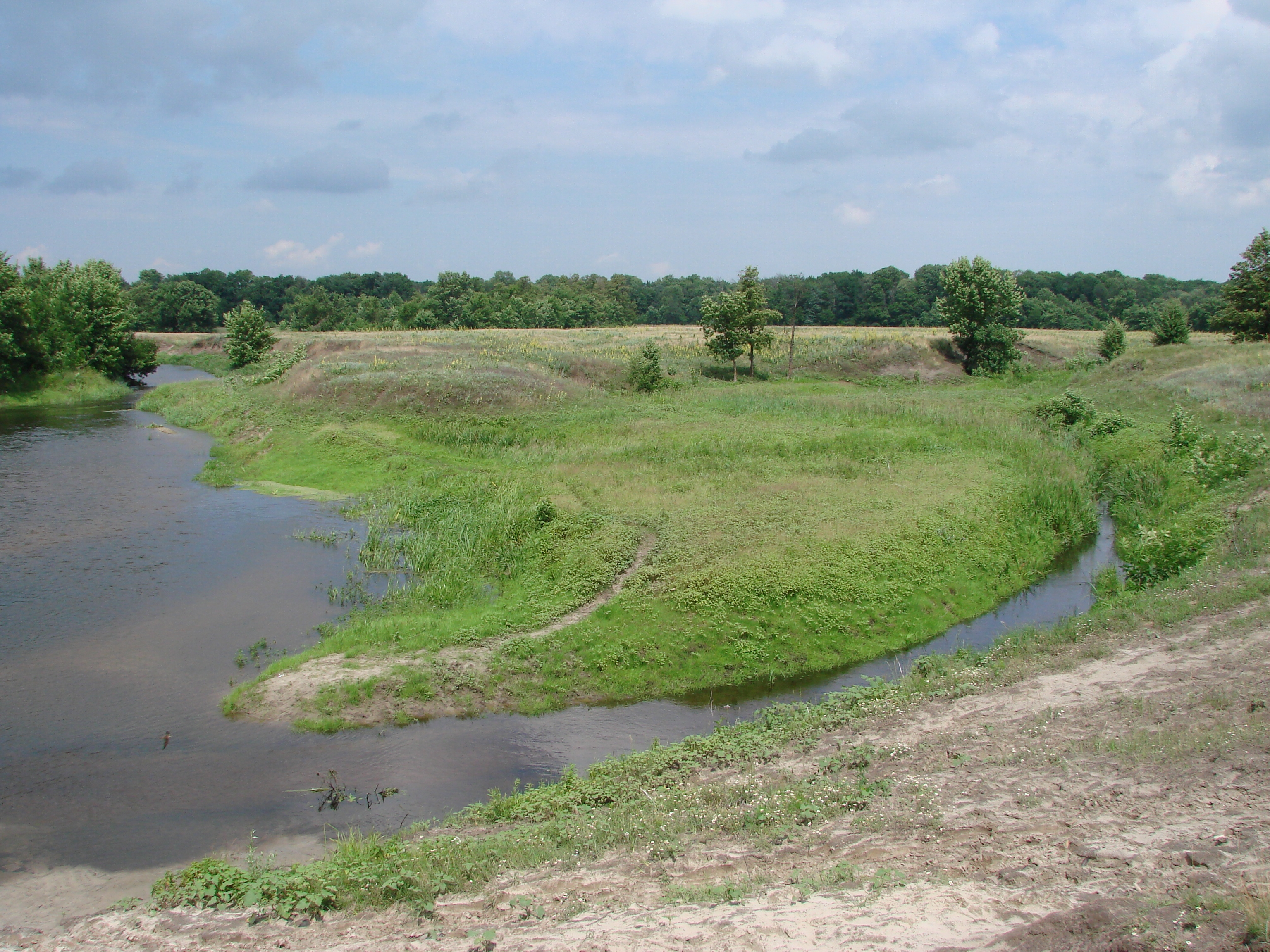

胡赫拉河（烏克蘭語：Хухра），是烏克蘭的河流，位於該國東部，流經哈爾科夫州和蘇梅州，屬於沃爾斯克拉河的支流，發源自卡普盧尼夫卡東南面，河口處在胡赫拉以西，河道全長31公里。